# 애 (1999년 영화)
"애"는 1999년에 개봉한 대한민국의 영화이다.

## 캐스팅
- 남궁원 : 홍장군 역
- 이경희 : 사모님 역
- 마흥식 : 이 중사 역
- 김정하 : 김숙희 역
- 김병세 : 현우 역
- 노민우 : 호성 역
- 길달호 : 중대장 역
- 정재헌 : 오토바이청년 역
- 도유미 : 상담원 역
- 김용수 : 동회직원 역
- 김성옥 : 여직원 역
- 박정우 : 은행원 역
- 이승호 : 사진사 역
- 김태용 : 의사 역
- 임종락 : 환경미 화원 역
- 장정화 : 아줌마 1 역
- 김수원 : 아줌마 2 역
- 황순례 : 할머니 1 역
- 강붕림 : 할머니 2 역
- 구필순 : 할머니 3 역
- 김동순 : 김 노인 역
- 이은희 : 현진 역
- 이상구 : 집행관 1 역
- 김용준 : 집행관 2 역